# Allophyes oxyacanthae
Allophyes oxyacanthae là một loài bướm đêm thuộc họ Noctuidae. Loài này có ở châu Âu.

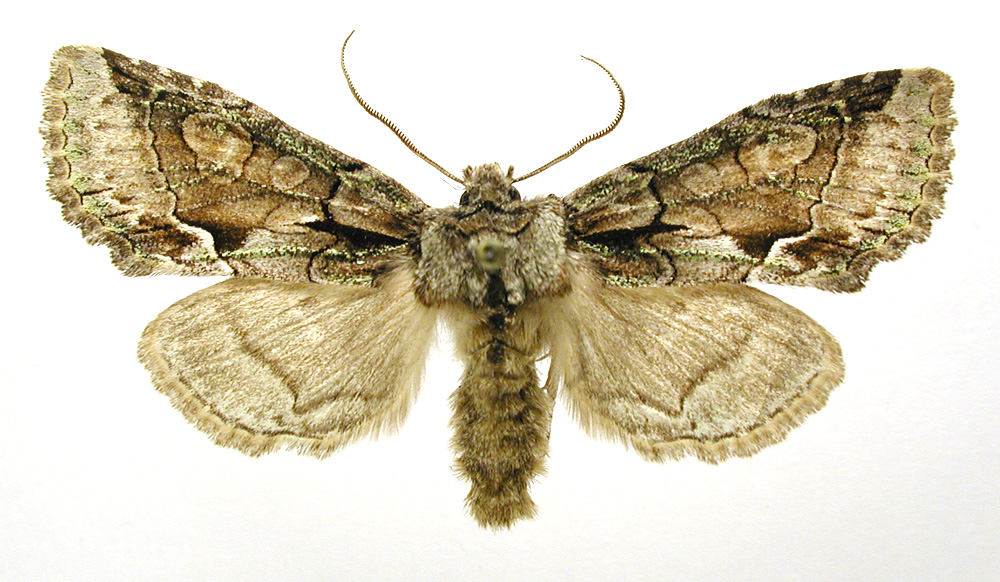
Mounted

Sải cánh dài 35–45 mm. Con trưởng thành bay từ tháng 9 đến tháng 11 tùy theo địa điểm.
Ấu trùng ăn Crataegus, Prunus spinosa, bạch dương và various fruit bearing trees..

## Hình ảnh

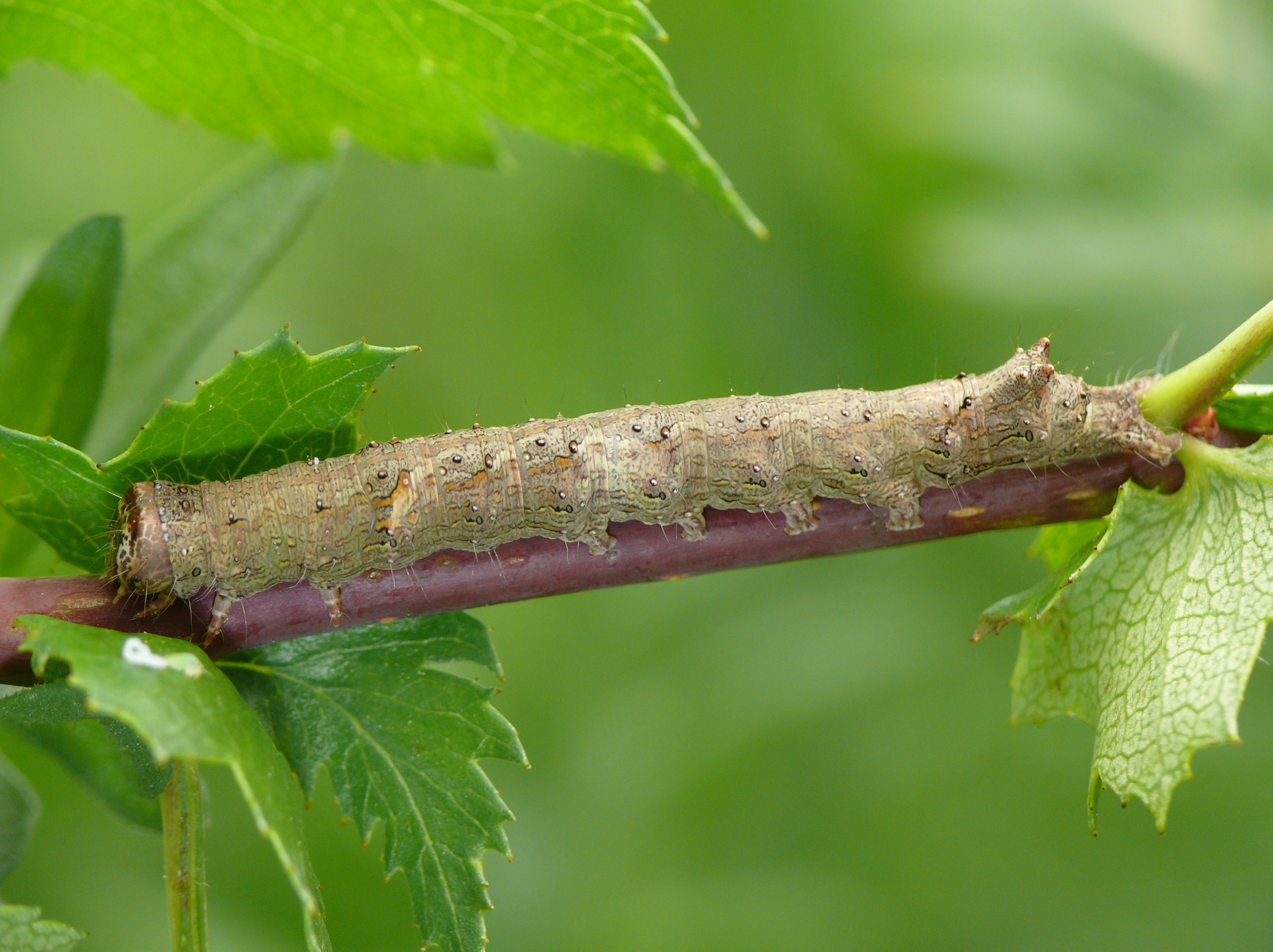
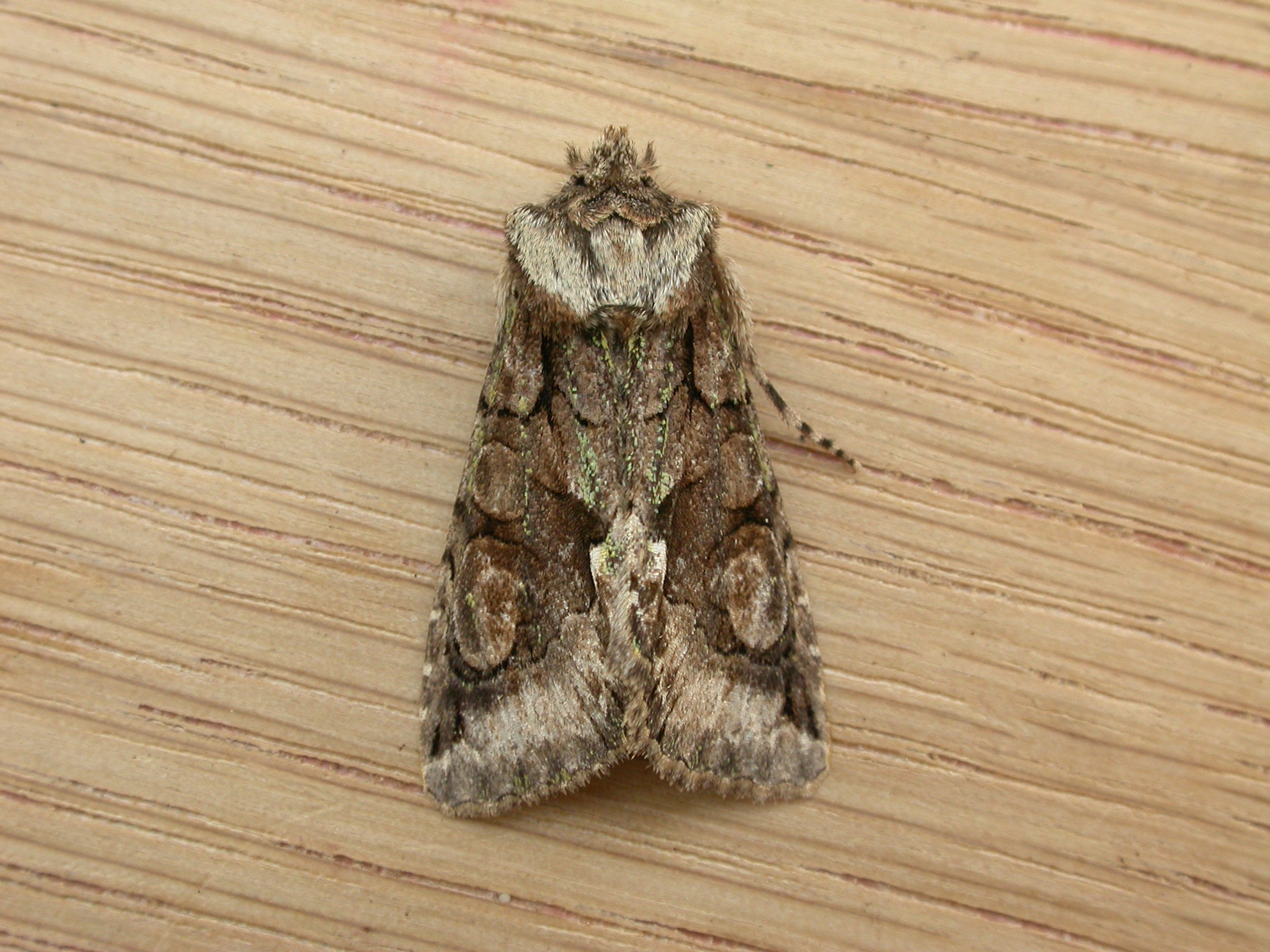
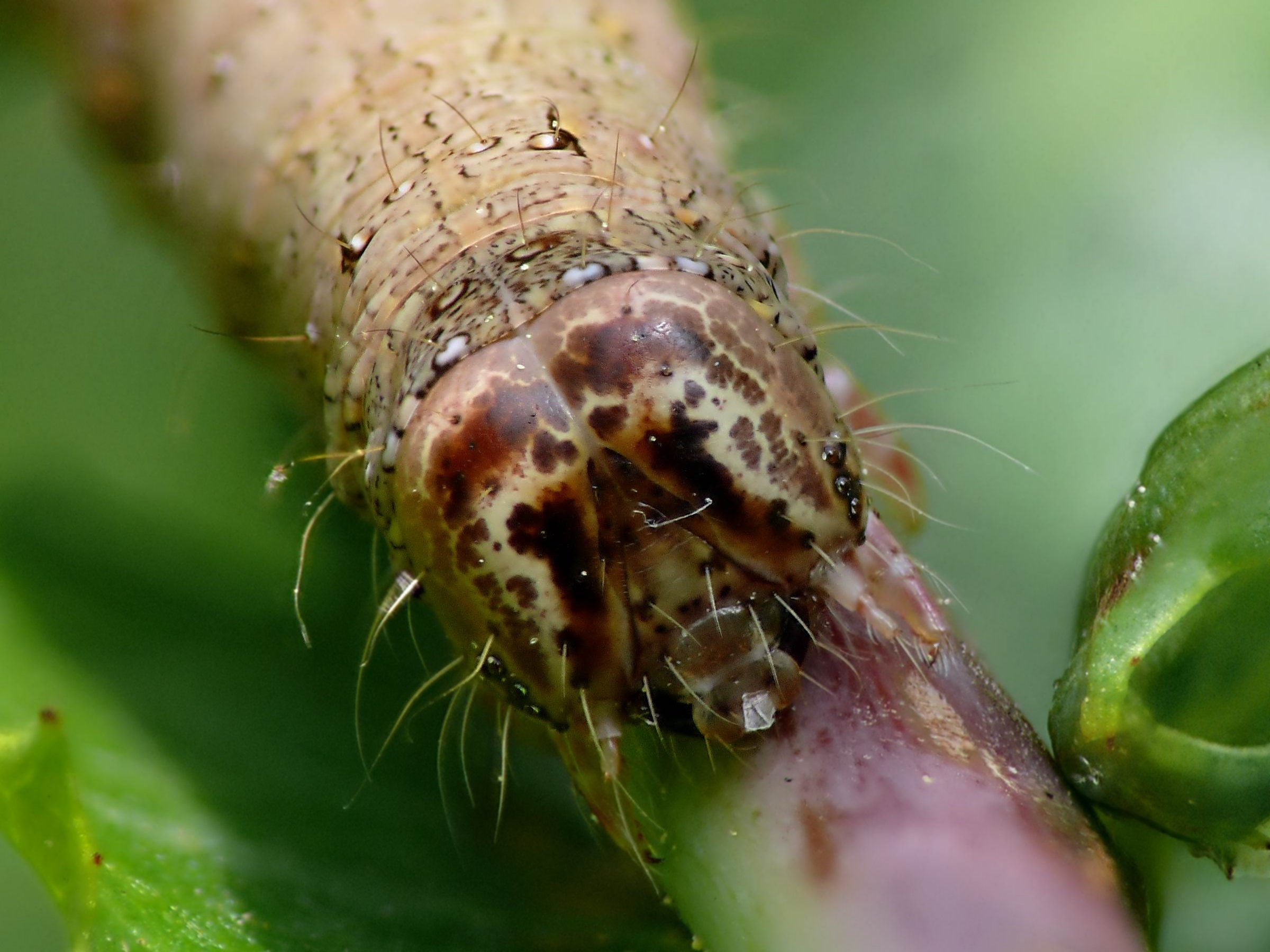
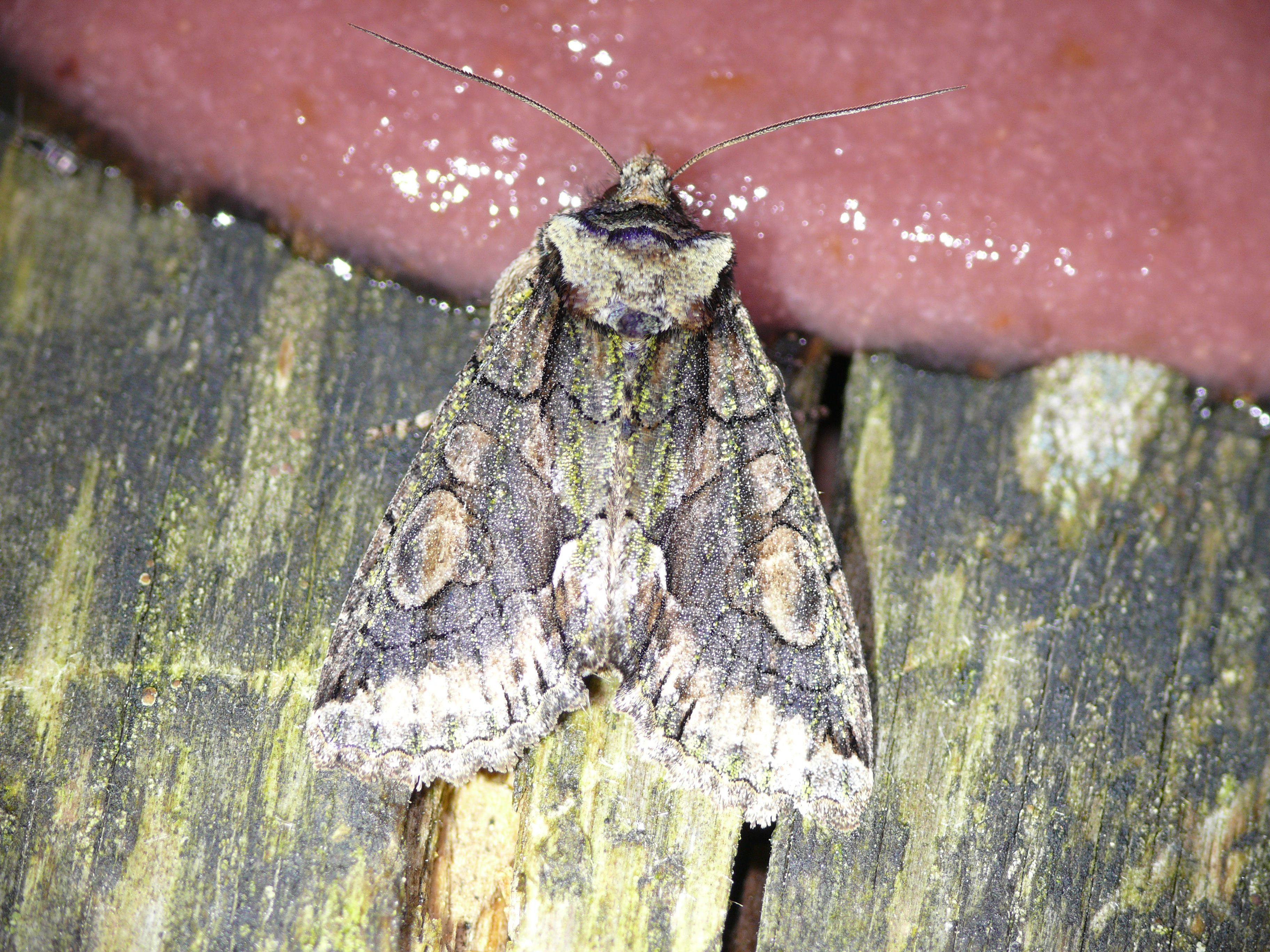